# Набатна вежа
55°45′07″ пн. ш. 37°37′19″ сх. д. / 55.751843° пн. ш. 37.621908° сх. д.
Набатна вежа (рос. Набатная башня) — розташована на схилі Кремлівського пагорба навпроти храму Василя Блаженного. Побудована останньою з веж в 1495 році, архітектор невідомий. Отримала свою назву в 1658 році після установки Спаського набатного дзвона. Дзвін зняли з вежі на початку XIX століття, на початок ХХІ сторіччя він знаходиться в Арсеналі.

## Архітектура
Набатна вежа за пропорціями схожа на Спаську, вона добре зберегла свій історичний вигляд. Її висота становить 38 м, довжина зовнішнього периметра біля підмурів'я — 44 м, товщина мурів — 2,5 м. Вежа мала підйоми від підстави на стіну: при виникненні небезпеки можна було швидко добігти до дзвона і вдарити на сполох.
Внутрішні приміщення вежі складаються з двох ярусів. Нижній має у своєму складі декілька секцій, пов'язаних зі сходами у стінах, а також плоскі перекриття і численні приміщення. Вони також мають вихід на сходи, по яких можна піднятися на стіну. Верхній ярус і конус були оброблені цегляними півколонами, білокам'яними капітелями і пасками, що нагадують навершя Арсенальної вежі. В 1676—1686 роках, коли місту вже не загрожували вороги, в процесі реконструкції стін і веж Кремля надбудували арковий четверик і шатро з оглядовою вежею. Основний четверик у вежі завершується навісними бійницями з парапетом. У XVII столітті були встановлені машикулі (які спочатку зробили на наріжних, а потім на всіх інших вежах Кремля), але наприкінці того ж століття при перебудові веж їх за непотрібністю заклали зсередини. Потім бійниці були замінені типовими для всіх веж цегляним парапетом з ширинками. Зараз їх можна побачити зовні в завершенні нижнього четверика вежі.
Як і інші вежі Кремля, Набатна спочатку завершувалася дерев'яним скатним дахом.